# Петер Бачо
Петер Бачо (угор. Bacsó Péter; 6 січня 1928, Кошиці, Чехословаччина — 11 березня 2009, Будапешт, Угорщина) — угорський режисер і сценарист.

## Біографія
Народився 1928 року в Кошицях (нині Словаччина). Після закінчення школи планував стати актором та театральним режисером, але вирішив бути режисером кіно. Першим фільмом, у зйомках якого він взяв участь, став «Десь у Європі» (угор. Valahol Európában), де він виступив помічником режисера Гези Радваньї. Після цього почав писати сценарії до фільмів. 1950 року закінчив Угорську академію театрального та кіномистецтва. 
Протягом 1050-х років був успішним сценаристом, а з 1963 року почав працювати режисером, знявши свій перший фільм «Nyáron egyszerű». 1969 року зняв свій найвідоміший фільм «Свідок». Стрічка була заборонена для показу в Угорщині до 1979 року. Стрічка стала культовою для угорців; в ній розповідається про комуністичний режим Угорщини початку 50-х років у жанрі політичної сатири.
Згодом Бачо почав робити фільми у цьому жанрі й надалі. Він також знімав інші жанри, включаючи комедії та мюзикли. Продовжував знімати аж до своїх останніх років, незважаючи на те, що останні кілька фільмів були критично сприйняті фахівцями та глядачами. Фільм 2001 року під назвою «Hamvadó cigarettavég» розповідає про одну з найвідоміших угорських акторок Каталін Караді. 2008 року його стрічка «Majdnem szüz» взяла участь у 30-ому Московському кінофестивалі.
Помер 2009 року в Будапешті, похований на кладовищі Фаркашреті.

## Вибрана фільмографія
- «Свідок» (1969)
- «Jelenidő» (1972)
- «Te rongyos élet» (1984)
- «Majdnem szüz» (2008)